# Йылмазкая, Орхан
Орхан Йылмазкая (тур. Orhan Yılmazkaya; 1970, ФРГ — 27 апреля 2009, Стамбул, Турция) — турецкий революционер, журналист и писатель, руководитель организации Революционный штаб.

## Биография
Родился в 1970 году в ФРГ.
В 1980-х годах родители отправили его в Турцию, где он изучал политологию в Анкарском университете. По окончании обучения Орхан Йылмазкая начал работать журналистом и редактором. Орхан Йылмазкая писал литературно-критические статьи.
В 2003 и 2005 годах написал две книги по истории турецких бань Стамбула. Также руководил радиопроектом, который был закрыт правительством после передачи на его волнах текста листовки Рабочей партии Курдистана.

### Смерть
27 апреля 2009 года Орхан Йылмазкая стал целью полицейской операции против турецких левых радикалов. Убит во время пятичасовой перестрелки, в которой также погибли один случайный прохожий и полицейский и несколько человек было ранено. Перед началом полицейского штурма с использованием бронетранспортёра и вертолёта Орхан Йылмазкая связался с полицией и заявил: «Я — боец и буду сражаться до конца. Скорее всего, меня убьют, но наша борьба против фашизма и терроризма будет продолжаться, как и раньше».
По данным полиции, Йылмазкая был руководителем леворадикальной организации Революционный штаб. Его память почтило Боливарианское континентальное движение.